# Director de comunicación
El director de comunicación, también conocido como dircom, es un profesional cuya misión es establecer la concepción, planificación y gestión de cualquier tipo de actividad de comunicación encomendada que afecte a la imagen pública de su organización o a su propio funcionamiento interno según las indicaciones y estrategias del departamento de marketing de quien depende en la mayoría de las empresas e instituciones eficientes en este ámbito. 
Desarrolla su actividad tanto en organismos e instituciones pertenecientes al sector público como en empresas y organizaciones privadas.
En organizaciones menos evolucionadas aún no se cuenta con departamentos de marketing, aunque al de comunicación se le agrega "y de marketing" para parecer más evolucionado, aunque en realidad aún no cuentan con personal universitariamente competentes en estas disciplinas como son los graduados o licenciados en marketing.
Existen otras organizaciones en las que no se plantean objetivos, sino tan solo informar de manera general al público en general o producir documentos de información al que acceden las personas interesadas. En estos casos no se hace indispensable ninguna estrategia de marketing, ni por lo tanto profesionales competentes en este ámbito.

## Función
El director de comunicación ha de coordinar, integrar, dar coherencia, diseñar, gestionar y tomar iniciativas en estrategias de comunicación, así como ejecutarlas a través de planes de acción específicos para aportar soluciones a las necesidades de comunicación especificadas de manera conjunta con el resto de variables de marketing en el plan de marketing operativo realizado por el director de marketing. El cual a su vez, debe dar soluciones alineadas con el plan estratégico de marketing que diseñará el director de marketing en acuerdo con la dirección general.
De la misma manera, en algunas organizaciones el director de comunicación ha de gestionar la comunicación interna que le encomiende recursos humanos, las entidades encargadas de la prevención de riesgos o cualquier otro departamento que pudieran tener la necesidad de comunicar internamente a la organización. Esto dependerá de la estructura organizativa de la empresa o la organización.
La comunicación externa le será encomendada por la dirección de marketing. El departamento de marketing establecerá el mix de comunicación de manera integrada con otras variables de marketing, como son la definición del concepto del producto-servicio-relación que la empresa u organización ofrecerá, el precio o contraprestación que los interesados deberá soportar y la manera en la que se distribuirá o se le hará llegar. 
Las herramientas de comunicación son la fuerza de venta, la publicidad, la publicity, las relaciones públicas (patrocinio, mecenazgo, relación con los medios de comunicación, etc.), las redes sociales, la promoción de ventas, el marketing directo, etc.
No obstante, uno de los requerimientos del director de comunicación del siglo XXI es su habilidad para medir la calidad y resultados de su gestión, de modo que pueda demostrar el valor agregado de la gestión comunicacional, lo cual lo lleva a dominar diferentes técnicas de recolección de datos, así como a generar indicadores que reflejen la calidad del proceso comunicativo en la organización. Normalmente en las empresas y organizaciones más avanzadas, los objetivos de la comunicación los fijan, miden y evalúan, los directores de marketing, quienes manejan perfectamente estas métricas y sus técnicas, ya que suelen ser Licenciados en Investigación y Técnicas de Mercados o sus grados + máster. 
Estos departamentos pueden contar con Titulados en Publicidad y Relaciones Públicas y con titulados en Medios Audiovisuales para llevar a cabo las acciones operativas, aunque habitualmente la publicidad se contrata a agencias.  También es posible contar con titulados en periodismo para establecer las relaciones con los medios de comunicación, realizar notas de prensa y llevar a cabo otras acciones con lo medios.
Desde que en la última década del siglo XX se creara el plan de estudios de licenciado en Investigación y Técnicas de Mercados (Marketing), y el plan de estudios de licenciado en Publicidad y Relaciones Públicas, los departamentos de comunicación en España han evolucionado profesionalizándose y asemejándose cada vez más a los departamentos de organizaciones más evolucionadas a nivel internacional y alejándose del tradicional departamento de comunicación básicamente basado en notas de prensa y otras técnicas que son propias y muy adecuadas en periodismo.
Las principales características deseadas para el perfil del Director de Comunicación son: 
1) Cuando se trata de comunicaciones objetivas sin deseo de influenciar: la capacidad de análisis, de contrastar la información, de comunicar objetivamente sin influir con sus opiniones personales y sin lenguaje que incite a sesgar la opinión del lector, capacidad crítica y autocrítica y deseo de servir a la sociedad ofreciendo información objetiva e insesgada.
2) Cuando se trata de comunicaciones con objetivo de crear tendencias, influir en la opinión pública, transmitir o crear una imagen de empresa, organización o marca, lo que viene a ser la comunicación de marketing: lo más importante es que posean unos sólidos conocimientos de marketing integral (Licenciados o Graduados en Investigación y Técnicas de Mercados para los puestos de dirección y Técnicos Superiores en Marketing y Publicidad para actuaciones más operativas), a los que se les reconoce conocimientos de economía, de investigación de mercados, dirección estratégica, dirección de comunicación, etc..

## Posición
La dirección de comunicación es una posición muy importante en el desarrollo de la estrategia de comunicación de la compañía, por lo que en cuanto a la comunicación externa debe estar siempre bajo la tutela del departamento de marketing quien definirá en el plan de marketing estratégico y operativo de acuerdo con los objetivos de la dirección general, fijando los objetivos, recursos y todo lo relacionado con el departamento de comunicación.
Dependiendo de la organización, el plan de marketing deberá ser adaptado, los titulados universitarios en Marketing se especializan en Marketing de Servicios, Marketing Industrial, Marketing Político y Social, Marketing Internacional, etc. Por lo que definirán los objetivos de comunicación con base en los objetivos de la organización y del sector en el que actúe. 
El director de comunicación debe conseguir los objetivos definidos de manera integral en el plan que realice el departamento de marketing, departamento funcional estratégico que está integrado en el equipo de dirección y gestión al más alto nivel en todas las empresas.

## Perfil
Para llevar a cabo sus funciones adecuadamente, el director de comunicación ha de contar con:
- Amplia experiencia contrastada en puestos de responsabilidad.
- Formación universitaria, preferiblemente Licenciados en Investigación y Técnicas de Mercados (pre Bolonia) o Graduados en Investigación de Mercados y Marketing (post Bolonia) si la empresa, institución u organismo desea comunicar creando tendencias, opiniones, imagen de marca, imagen corporativa, etc. O bien Licenciados o Graduados en Periodismo, si se desea una comunicación objetiva, neutra propia del periodismo.
- Entender la importancia del departamento de comunicación moderno dentro del plan de marketing y poseer capacidad de alcanzar los objetivos de comunicación especificados por el departamento de marketing.
- Son competencias deseadas para este perfil y propias de los Licenciados y Graduados en Marketing las siguientes:
- Capacidades matemáticas y estadísticas a un alto nivel.
- Capacidad de gestión de recursos humanos.
- Capacidad de evaluación de rentabilidad de proyectos.
- Capacidad crítica y de análisis en investigación de mercados.
- Dirección estratégica.
- Amplios conocimientos de economía.
- Dominio de idiomas.
- Capacidad de liderazgo y creatividad.
- Amplio conocimiento en las teorías de la información y comunicación.
- Conocimientos en diseño de estrategias de comunicación.
- Conocimiento en las técnicas de diseño y desarrollo de soportes digitales como blogs y páginas web, entre otros.
- Caracterizarse por la predisposición al trabajo en equipos multidisciplinares.